# Pușcă de asalt

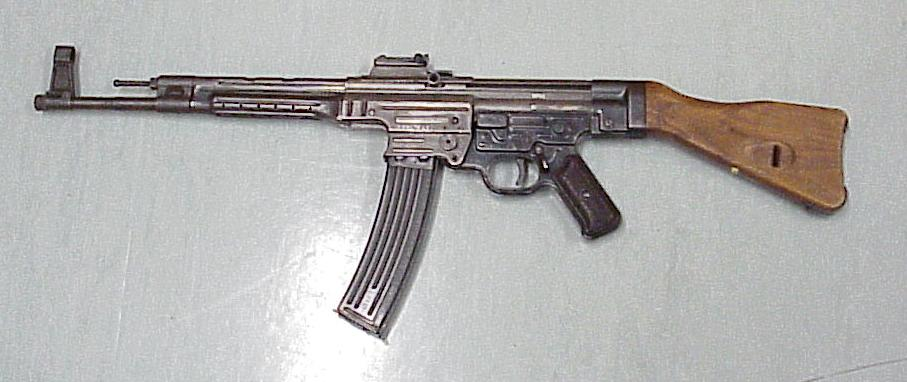
StG 44, prima pușcă de asalt, adoptată de Wehrmacht în 1944.

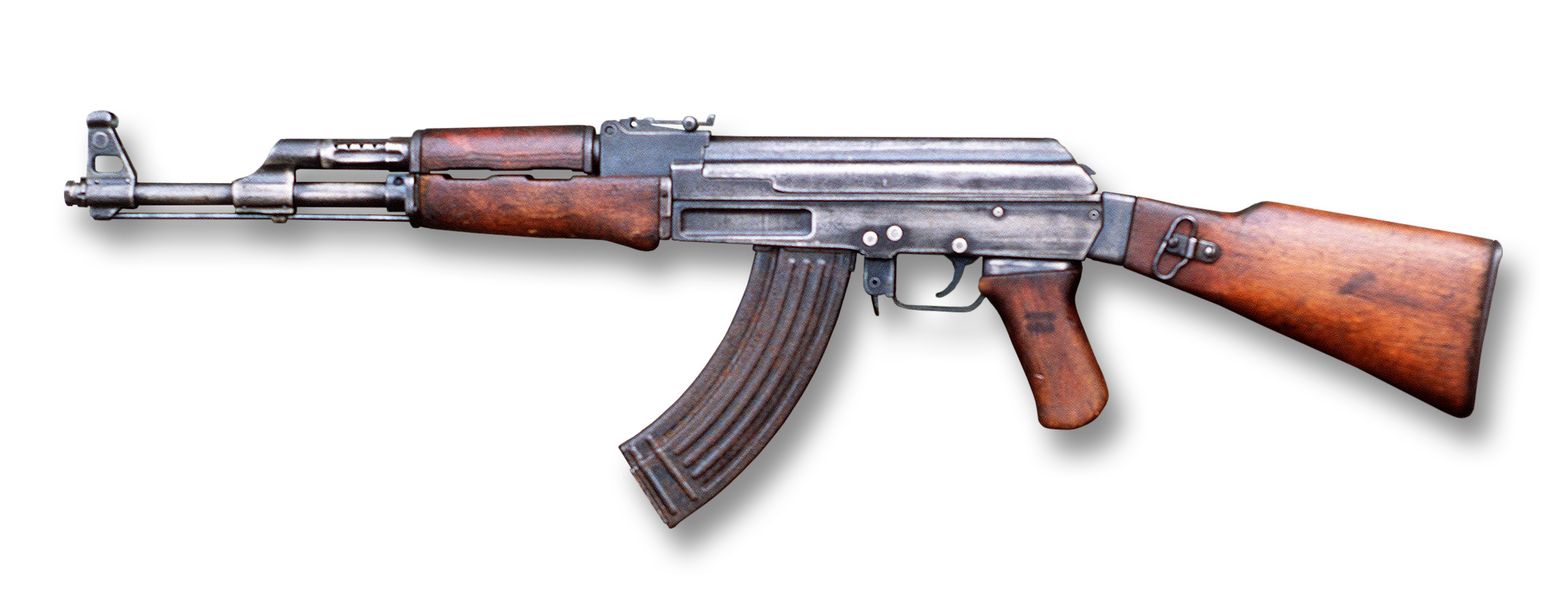
AK-47, cea mai utilizată armă de asalt din lume, adoptată de Armata Sovietică în 1949.

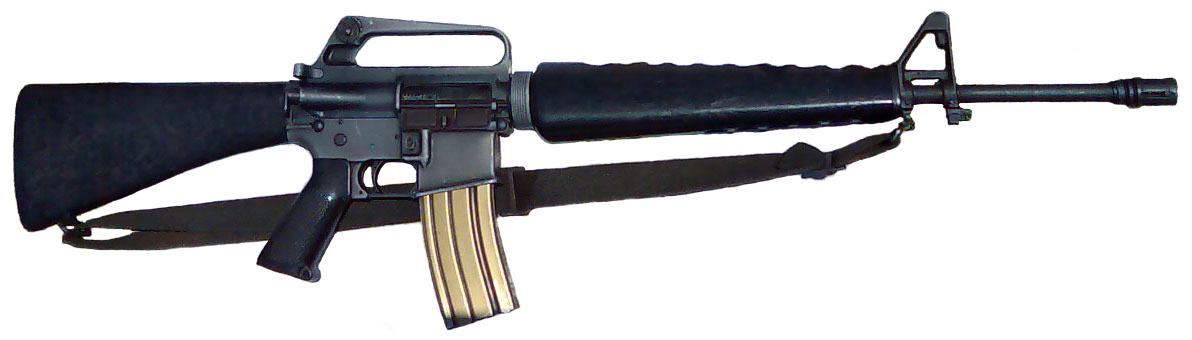
M16, adoptată de United States Armed Forces în 1964.

Pușca de asalt (numită uneori și armă de asalt, automat sau, mai demult, pușcă automată) este principala armă de foc individuală a infanteriștilor din majoritatea armatelor contemporane. A fost utilizată pentru prima dată în timpul celui de-al Doilea Război Mondial, iar până la sfârșitul secolului XX a devenit arma de serviciu standard pentru cele mai multe dintre armate din lume.
Se deosebește de pistolul-mitralieră prin muniția utilizată și distanța de tragere maximă („bătaia”), iar de pușca-mitralieră prin dimensiuni și capacitatea magaziei (încărcătorului).
Ca orice pușcă automată, poate executa atât trageri în regim automat, arma utilizând energia de recul a gazelor rezultate din arderea încărcăturii cartușului, cât și trageri „foc cu foc” (în regim semi-automat).

## Definiție
Într-o definiție strictă, o armă de foc trebuie să aibă cel puțin următoarele caracteristici pentru a fi considerată ca pușcă de asalt:
- Să fie o armă individuală.
- Să fie capabilă de a trage în mod selectiv (atât „foc cu foc”, în regim semi-automat, cât și „foc automat”).
- Muniția pe care o utilizează să fie un cartuș de putere intermediară: mai mare decât la pistoale, dar mai mică decât la puștile standard.
- Alimentarea cu muniție să se facă cu ajutorul unui încărcător detașabil.[6]
- Să aibă o bătaie eficientă de cel puțin 300 m.

Armata SUA definește pușca de asalt ca fiind „o armă de foc scurtă, compactă, capabilă de a trage în mod selectiv cu cartușe de putere intermediară între cele utilizate la pistoalele-mitralieră și cele utilizate la puștile standard”.

## Modele notabile

### Sturmgewehr 44
Sturmgewehr 44 (abreviat StG 44) a fost prima pușcă de asalt utilizată în lupte, fiind adoptată de Wehrmacht în 1944. Având calibrul 7,92 mm, folosea cartușe 7.92x33 mm Kurz, trăgând cu o cadență de 500 gloanțe/minut. Viteza inițială a proiectilelor era de 685 m/s, iar încărcătorul avea 30 de cartușe.
StG 44 combina caracteristicile carabinei cu cele ale pistolului-mitralieră. Numele însemna literal „pușcă de asalt”, (în germană sturm - „asalt” și gewehr - „pușcă”) în sensul luării cu asalt a unei poziții inamice. Ulterior și alte armate au adoptat această denumire a noului tip de armă a infanteriei (în engleză assault rifle, în rusă штурмова́я винто́вка, în franceză fusil d'assaut etc.).
A fost utilizată de trupele germane în campania din Italia, în bătălia pentru Normandia și, mai ales, în ofensiva din Ardeni, unde și-a demonstrat redutabila sa eficacitate.
Această armă, prima din categoria puștilor de asalt, nu era lipsită de defecte. Era destul de grea, incomodă pentru tragerea din poziție culcată (din cauza încărcătorului de mari dimensiuni) și prezenta o anumită fragilitate la nivelul patului puștii. De asemenea, cadența mare a tirului avea și unele inconveniențe: încălzirea rapidă a țevii armei și consumul excesiv de muniție.

### AK-47
AK-47, cu variantele sale ulterioare modernizate (AKM - „automatul Kalașnikov modernizat”), este cea mai utilizată armă de asalt din lume, fiind adoptată de Armata Sovietică încă din 1949. A fost inventată de Mihail Kalașnikov în 1947 și folosită în timpul Războiului Rece ca armă standard a infanteriei de către armatele statelor din Blocul Estic și ale altor țări aliate cu acesta. Ca muniție, folosește cartușe 7,62x39 mm, având o cadență de tragere de 600 gloanțe/minut. Viteza inițială a proiectilului este de 715 m/s, iar încărcătorul poate avea 20, 30, sau 40 de cartușe.
La nivelul anului 2010 fuseseră fabricate în întreaga lume peste 75.000.000 de puști de asalt AK.
Principalele atuuri ale acestei arme sunt prețul redus de fabricație (în comparație cu alte puști de asalt), fiabilitatea și simplitatea manevrării și întreținerii sale.
AK-47 figurează pe drapelul și stema Mozambicului.

### M16
Pușca americană de asalt M16, folosită pentru prima dată pe câmpul de luptă de către forțele terestre ale SUA în timpul bătăliilor din junglele Vietnamului de Sud în anul 1963, a devenit ulterior (până în 1969) principala armă de foc individuală a trupelor americane, înlocuind pușca automată M14.
M16 folosește ca muniție cartușe 5,56x45 mm, având o cadență de tragere de 700–950 gloanțe/minut (în regim de tragere automat) sau 45-60 gloanțe/minut (în regim semiautomat). Viteza inițială a proiectilului este de 948 m/s, iar încărcătorul are 20 de cartușe (sau, mai rar, 30 de cartușe). Arma are o greutate de 3,39 kg (sau 3,84 kg cu încărcătorul cu 30 de cartușe) și o lungime de 1 m, lungimea țevii fiind de 0,508 m.
Împreună cu variantele sale ulterioare, pușca de asalt M16, este folosită de armatele a 15 țări membre ale NATO, precum și de armatele altor 80 de țări din întreaga lume, și este arma de foc (care folosește calibrul 5,56 mm) cu cel mai mare număr de exemplare produse.

## În România
Timp de circa trei decenii, principala armă de asalt a armatei române a fost AKM (acronim de la „automatul Kalașnikov modernizat”), calibrul 7,62 mm, produs după o licență sovietică.
În prezent, în dotarea Forțelor Terestre Române (Echipamentul militar al Armatei Române) se află:
- PA md. 86
- PM Md. 1963
- Heckler & Koch G36
- Steyr AUG

precum și alte modele, mai recente.